# Leptogaster annulipes
Leptogaster annulipes är en tvåvingeart som beskrevs av Walker 1855. Leptogaster annulipes ingår i släktet Leptogaster och familjen rovflugor. Inga underarter finns listade i Catalogue of Life.